# Ormosia pachyptera
Ormosia pachyptera är en ärtväxtart som beskrevs av L.Chen. Ormosia pachyptera ingår i släktet Ormosia och familjen ärtväxter. Inga underarter finns listade i Catalogue of Life.